# Animaux domestiques des présidents des États-Unis
Depuis John Adams, premier président des États-Unis à occuper la Maison-Blanche en 1800, tous les présidents, à l'exception de Chester A. Arthur (1881-1885) puis de Donald Trump (2017-2021), ont eu des animaux avec eux à la Maison-Blanche. Les animaux de compagnie présents à la Maison-Blanche furent assez vite médiatisés après la Seconde Guerre mondiale et connus des Américains, participant à la « mythologie » du lieu.

## Histoire

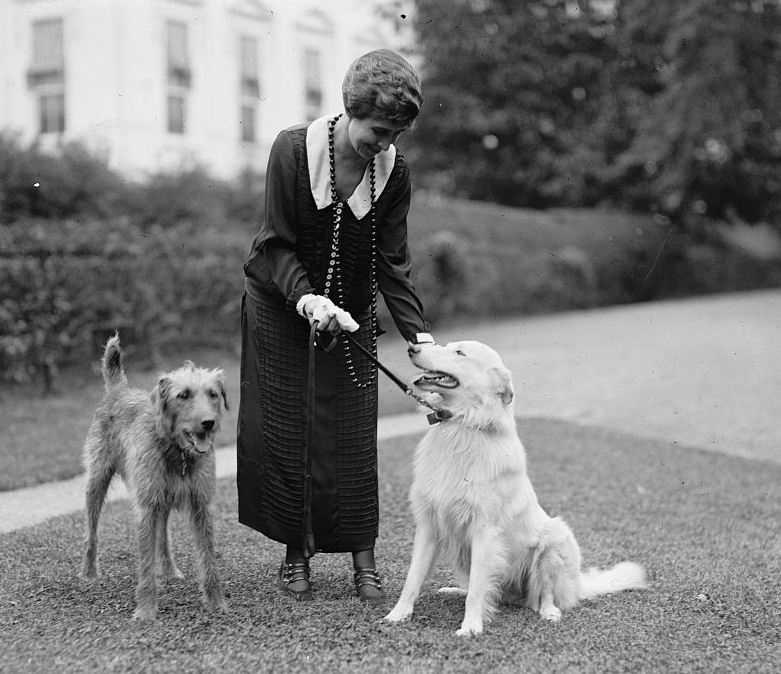
La Première dame Grace Coolidge avec Laddie Boy, un Airedale Terrier, et Rob Roy, un collie blanc (1924).

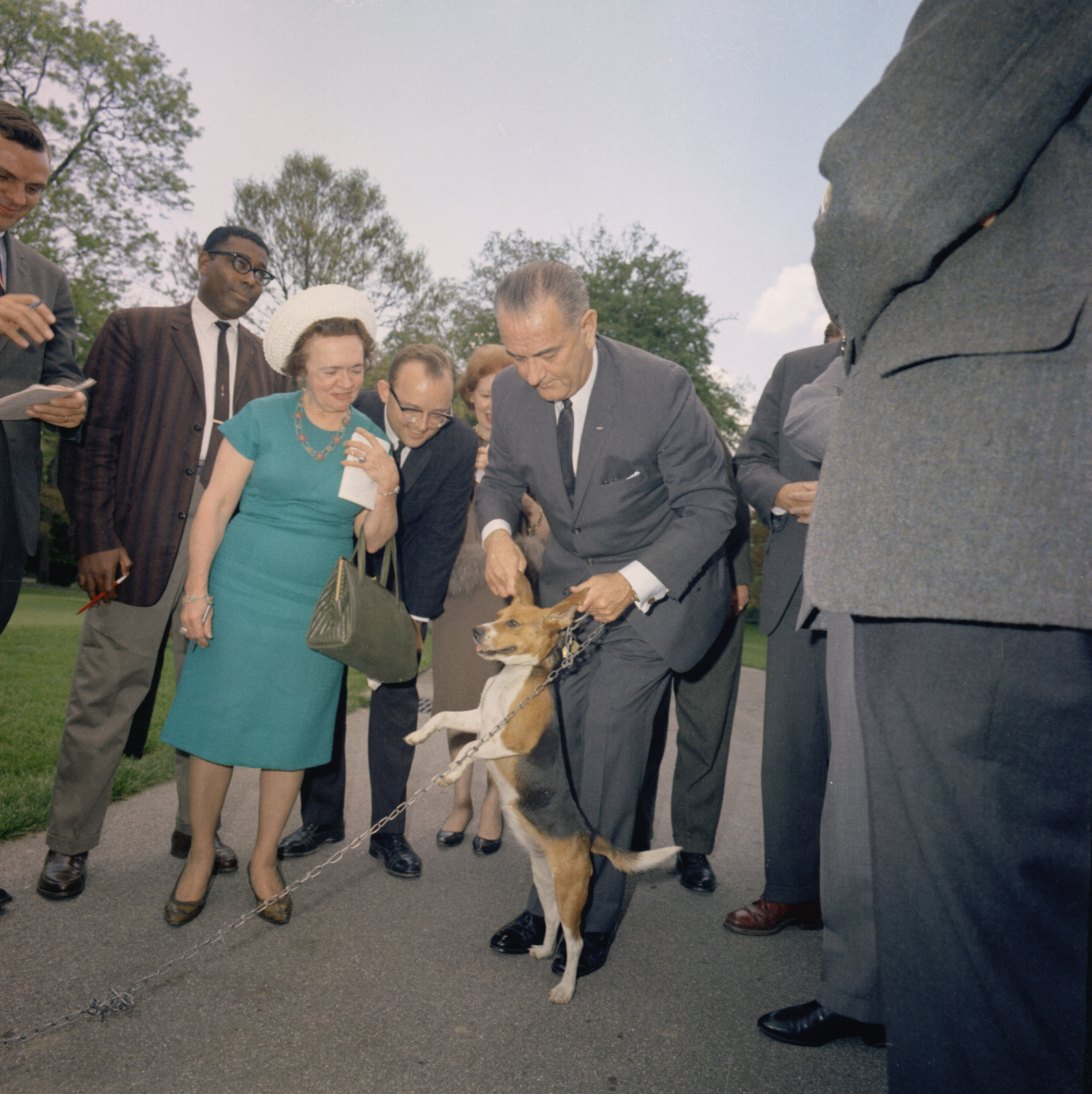
Lyndon B. Johnson et son chien (1964).

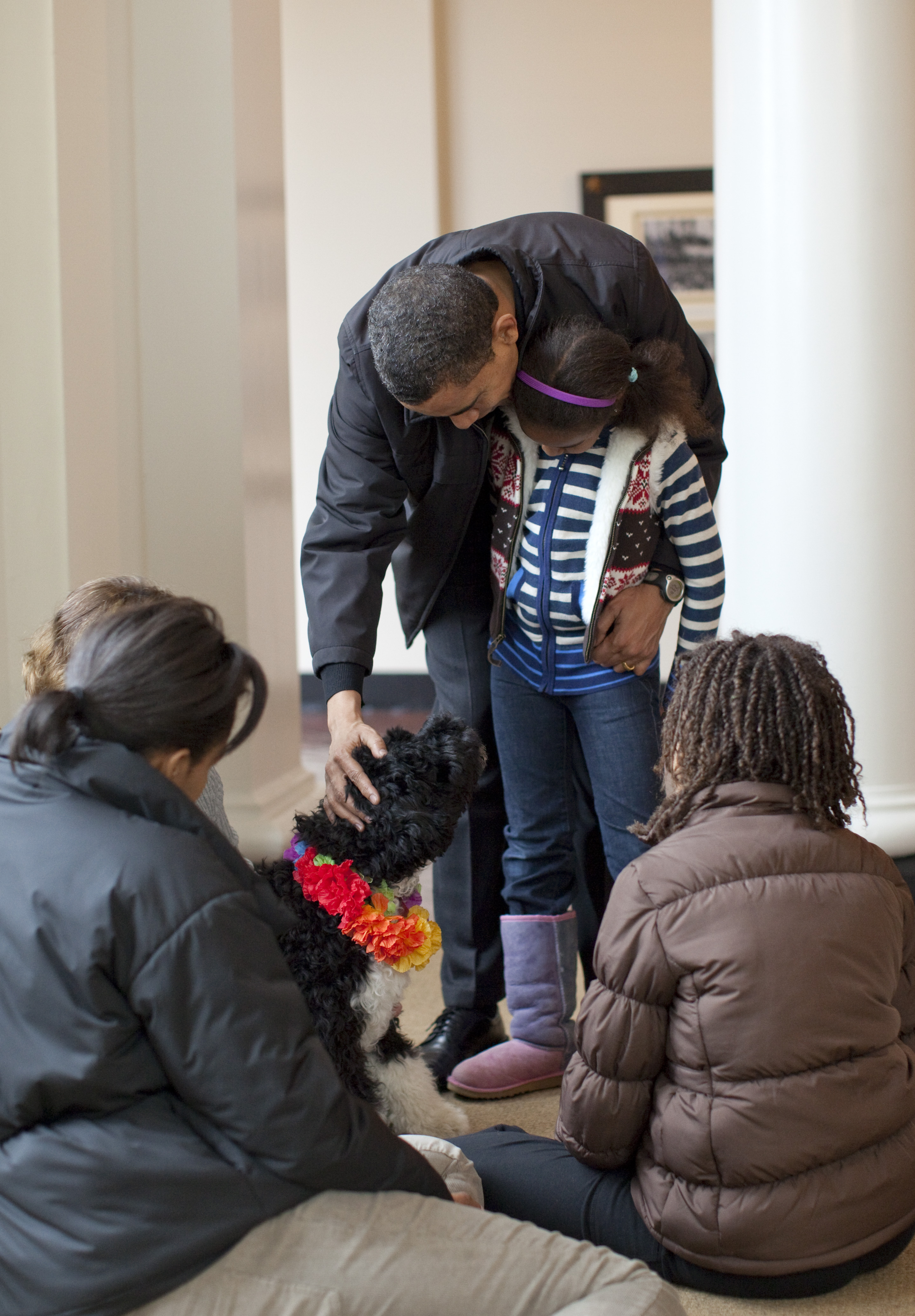
La famille Obama et la présentation officielle de Bo (2009).

Le premier président, George Washington, possédait de nombreux chiens et un âne offert par le roi d'Espagne. Mais la Maison-Blanche n'est inaugurée que sous le mandat de son successeur, John Adams, qui s'y installe en 1800 avec plusieurs animaux.
Theodore Roosevelt (1901-1909) est probablement celui qui en a eu le plus : ours, lézard, cochon, blaireau, poules, perroquet, cochons d'Inde et une multitude de chiens et chats. William H. Taft (1909-1913) possède une vache nommée Pauline Wayne (en), qui lui fournit du lait durant tout son mandat. Le premier à devenir célèbre est Fala, le Scottish Terrier de Franklin D. Roosevelt (1933-1945) qui reçoit un abondant courrier, une statue le représente d'ailleurs à côté de son maitre au Franklin Delano Roosevelt Memorial à Washington. Nikita Khrouchtchev offre en signe de paix à John F. Kennedy (1961-1963) Punshinka, la fille de la chienne astronaute soviétique Strelka. Kennedy a plusieurs autres animaux, dont un poney pour ses enfants. Les deux beagles Him et Her de Lyndon B. Johnson (1963-1969) font la couverture de Life. Ce dernier possède également Yuki, une petite chienne bâtarde trouvé errante près d'une station d'essence du Texas. Richard Nixon (1969-1974) a plusieurs chiens dont l'épagneul Checkers. Gerald Ford (1974-1977) eut un golden retriever et Jimmy Carter (1977-1981) eut un chien et un chat. Reagan (1981-1989) posséda plusieurs chiens mais Rex, un Cavalier King Charles Spaniel, est le plus connu.
George H.W. Bush (1989-1993) possède une chienne springer anglais Millie (en), qui eut une portée à la Maison-Blanche très médiatisée. Bill Clinton (1993-2001) a un chien, Buddy, et un chat, Socks. La médiatisation s'accroit encore avec les animaux de compagnie de George W. Bush. Un des springers issus de la portée de Millie, la chienne de son père, Spot Fetcher (en), puis deux Scottish Terriers, Barney et Miss Beazley, et une chatte prénommée India. Le site Internet de la Maison-Blanche diffuse régulièrement sur des pages dédiées des informations, photos et vidéos de Barney. Il apparait également fréquemment lors des vœux présidentiels télévisés à Noël. Le président Barack Obama annonce lors de son discours de victoire à Chicago, le soir de l'élection présidentielle le 4 novembre 2008, qu'il ferait entrer un chien à la Maison-Blanche comme il l'a promis à ses filles. Cette annonce et la recherche d'un chien adéquat (une de ses filles est allergique aux poils de chien) seront suivies d'une importante couverture médiatique et d'un buzz Internet. Finalement le sénateur Ted Kennedy, un proche de la famille présidentielle, leur offre un chien d'eau portugais (il possédait des chiens de cette race, réputés non allergènes) de 6 mois en avril 2009 que les Obama surnomment Bo. Celui-ci a le droit à une présentation officielle aux médias le 14 avril 2009. Donald Trump n'a pas d'animal domestique connu.
Cette médiatisation des animaux présidentiels est telle aux États-Unis que, par exemple en février 2009, la mort de Socks, le chat de Bill Clinton lorsque celui-ci était à la Maison-Blanche et qui vivait depuis chez son ancienne secrétaire Betty Currie, est annoncée par les principaux médias américains, huit ans après que les Clinton ont quitté la Maison-Blanche. En février 2013, la mort de Barney est également citée par tous les médias nationaux.
Depuis la présidence de Richard Nixon, c'est Dane Haney, jardinier en chef de la Maison-Blanche qui a la responsabilité du « Fdotus », ou First Dog of the United States (Premier chien des États-Unis, en référence à POTUS pour « président » et FLOTUS pour « First lady »).

« Un homme qui n'aime pas les chiens ou ne désire pas en avoir un n'est pas digne d'entrer à la Maison-Blanche. »

— Calvin Coolidge, président de 1923 à 1929.

« Si vous voulez un ami à Washington, prenez un chien. »

— Harry Truman, président de 1945 à 1953.
Créé en 1999 à Williamsburg (Virginie), le Presidential Pet Museum est consacré à l'histoire des 400 animaux qui se sont succédé à la Maison-Blanche depuis plus de deux siècles.

## Détails concernant certains de ces animaux célèbres

### Strelka et Pushinka
Après la crise des missiles de Cuba de 1962, Nikita Khrouchtchev, chef de l'État soviétique, offre, dans un contexte de Détente, la fille de la chienne Strelka, qui était l'une des rares à avoir été dans l'espace. Elle avait en effet donné naissance à Pushinka (« duveteux » en russe), dont s'éprit Caroline Kennedy, la fille aînée du président. Charlie, un autre chien des Kennedy, s'accouple avec Pushinka et celle-ci met bas à quatre chiots américano-soviétiques, surnommés « Pupniks » par JFK.

### Rex

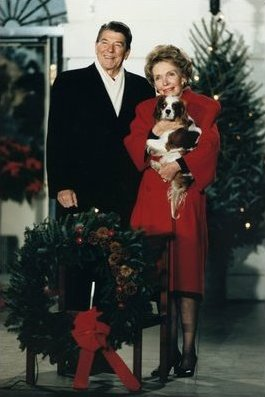
Rex et les Reagan.

Rex, né le 16 décembre 1984 et mort le 31 août 1998, était le chien de l'ancien président des États-Unis Ronald Reagan et de sa femme Nancy Reagan. C'était un chien de race Cavalier King Charles Spaniel. Rex avait un frère qui s'appelait Fred. Rex vivait dans la Maison-Blanche jusqu'à ce que Reagan quitte ses fonctions en 1989. Rex a vécu jusqu'à l'âge de 13 ans avec la famille Reagan avant d'être euthanasié après avoir développé une hypertrophie du cœur. Il est enterré au Rancho del Cielo. 

### Millie
Millie, chienne springer anglaise à la fourrure blanc et brun appartenait au président George Bush père, qui faisait attendre ses invités le jour où elle mit bas à six chiots afin de prendre des nouvelles de la portée. Le canidé « publie » par ailleurs ses Mémoires : Le livre de Millie : sous la dictée de Barbara Bush, lequel se vend à 400 000 exemplaires et permet de récolter un million de dollars de droits d'auteurs pour la Fondation Barbara Bush contre l'illettrisme.

### Socks et Buddy

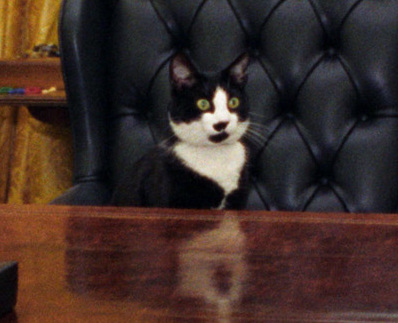
Socks dans le Bureau ovale.

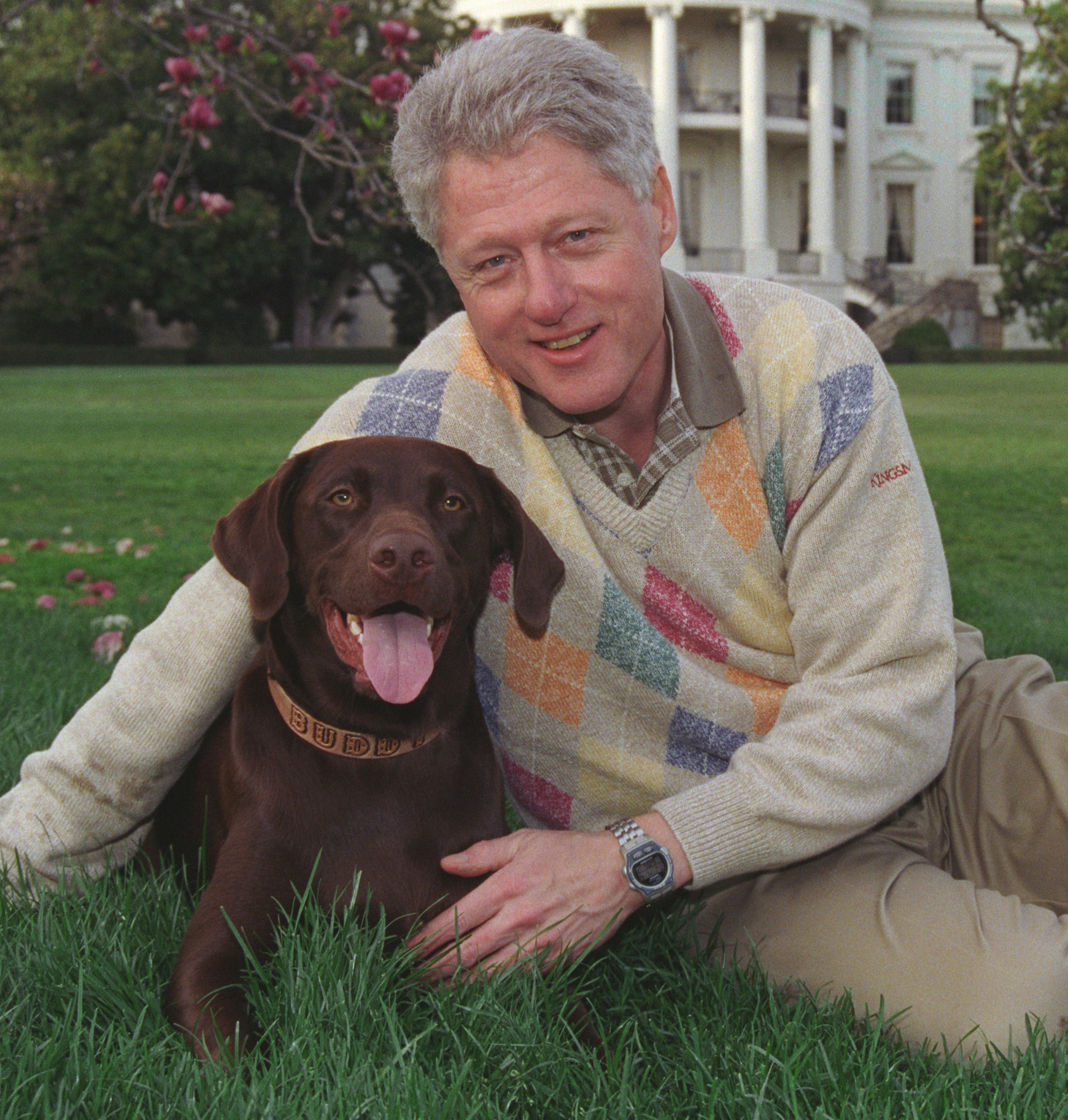
Buddy avec le président Bill Clinton.

Socks était le chat de la famille du président Bill Clinton. Il fut adopté par les Clinton en 1991, après qu'il eut sauté dans les bras de Chelsea Clinton tandis qu'elle quittait la maison de son professeur de piano à Little Rock, dans l'Arkansas. Socks était souvent amené lors de visite d'école ou d'hôpitaux. Durant l'administration Clinton, les enfants étaient guidés par une représentation cartoon de Socks lorsqu'ils visitaient le site internet de la Maison-Blanche. Après les deux mandats de son propriétaire, Socks vécut chez la secrétaire de Clinton. Il est décédé en février 2009. Depuis la présidence de Theodore Roosevelt, il s'agit du premier chat à investir la Maison-Blanche. Un timbre à son effigie est publié en République centrafricaine. Lorsque des lettres sont envoyées au chat, la Maison-Blanche renvoie une carte-postale type : « Merci de m'écrire. Je suis honoré d'être votre Premier chat. Signé : Socks ». 
Quand Chelsea part à l'université, les parents adoptent un labrador, nommé Buddy, en hommage à l'oncle de Bill qui vient de décéder. Mais les deux animaux s'entendent si mal qu'il faut les installer dans deux ailes séparées de la Maison-Blanche. En tout, 300 000 lettres et e-mails auront été envoyés aux animaux ; Hillary Clinton leur consacre même un ouvrage : Cher Socks, cher Buddy : lettres d'enfants aux Premiers animaux aux éditions Simon & Schuster (1998).

### Barney et India

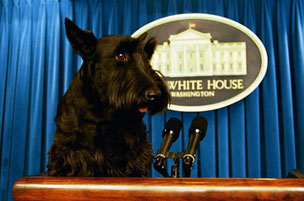
Barney.

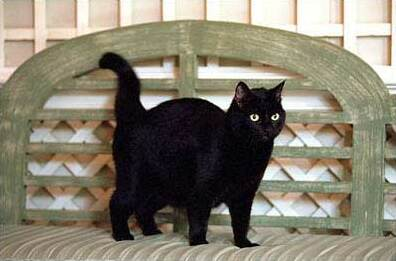
India.

Barney, né le 30 septembre 2000 au New Jersey, est l'un des deux chiens Scottish Terrier du couple présidentiel américain George W. Bush et de sa femme Laura. Lorsque les Bush étaient à la Maison-Blanche, il connaît une forte popularité aux États-Unis. Quelquefois surnommé le First Dog (« Premier chien » par analogie à First Lady ou First Family), il était l'objet de sites Internet et eut des pages et des vidéos dédiées sur le site Internet de la Maison-Blanche. Il apparaissait aussi régulièrement lors des interventions télévisées de Noël du couple présidentiel. Sa morsure du correspondant de Reuters à la Maison-Blanche le 6 novembre 2008, qui essayait de la caresser, a ainsi été diffusée sur plusieurs chaines américaines. Barney décède le 1er février 2013 à l'âge de 12 ans des suites d'un lymphome. 24 millions de personnes ont visionné alors une vidéo de Barney se promenant dans la résidence présidentielle, avec une caméra embarquée.
India est née en 1990 et morte le 4 janvier 2009. Elle était la chatte de George W. Bush et de sa femme Laura Bush.

### Bo et Sunny

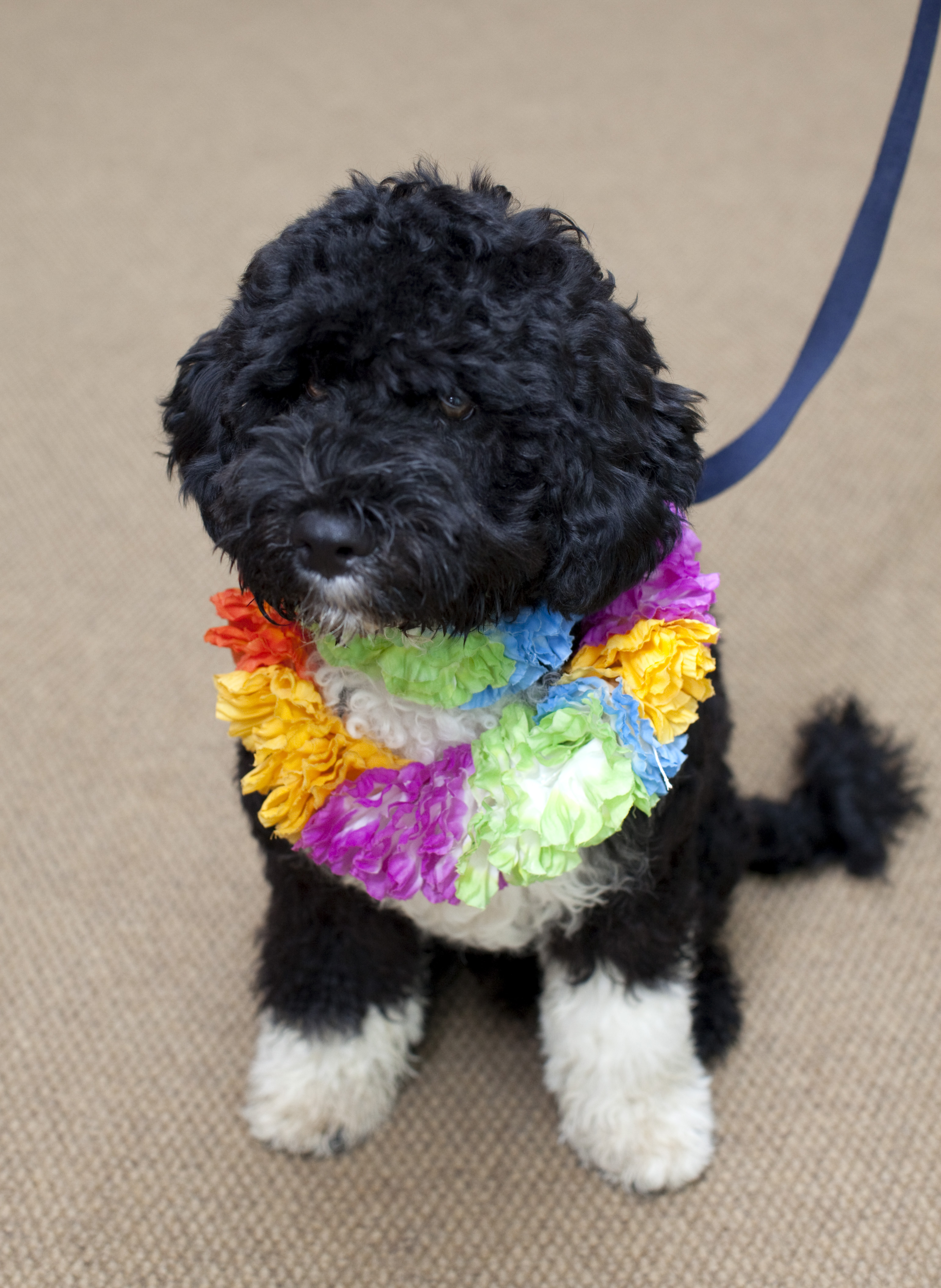
Bo.

Bo est le chien de la famille Obama à la Maison-Blanche et donc le First Dog (« Premier chien ») des États-Unis. Son nom vient des initiales de Barack Obama. C'est un chien d'eau portugais, né en octobre 2008. Il a été présenté le 12 avril 2009, et fait alors la une du Washington Post, qui lui consacre trois articles. L'arrivée de ce chien à la Maison-Blanche est une promesse de Barack Obama à ses filles durant la campagne présidentielle et il l'évoqua dans son discours de victoire le soir de l'élection, à Chicago. Le chiot a été donné par le sénateur Ted Kennedy, proche des Obama et qui possédait déjà ce type de chiens. Le choix s'est porté sur cette race à cause de l'allergie d'une des filles du couple présidentiel. Son image sert à la promotion de la campagne anti-obésité « Let's Move! » (« Bougeons ! ») lancée par Michelle Obama.
La Maison-Blanche annonce par de nombreux moyens de communication l'arrivée d'un nouveau chien chez les Obama le 20 août 2013 : il s'agit, comme Bo, d'un chien d'eau portugais. Nommée Sunny, cette femelle tiendra compagnie à Bo dont on dit qu'il se sentait seul. Son nom lui a été donné en raison de sa joie de vivre.
Bo meurt d'un cancer en mai 2021, à l'âge de 12 ans.

## Galerie

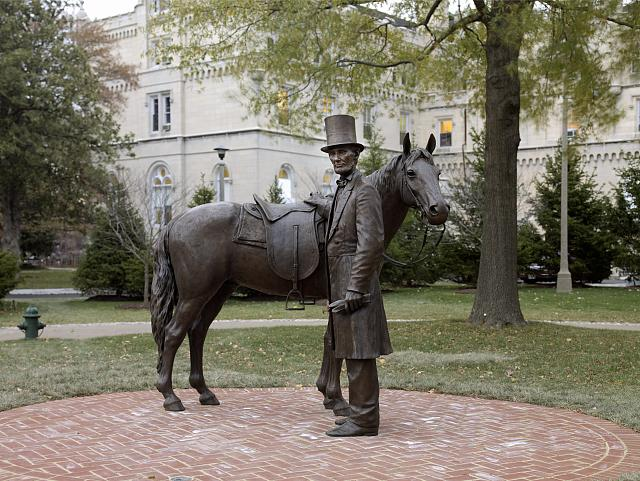
Statue d'Abraham Lincoln et de son cheval Old Bob.
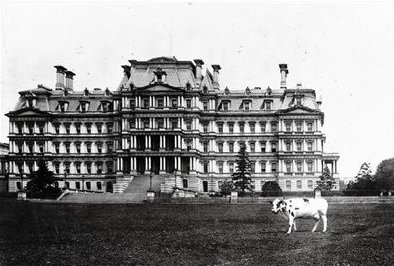
Pauline, la vache du président Taft devant le Old Executive Office Building.
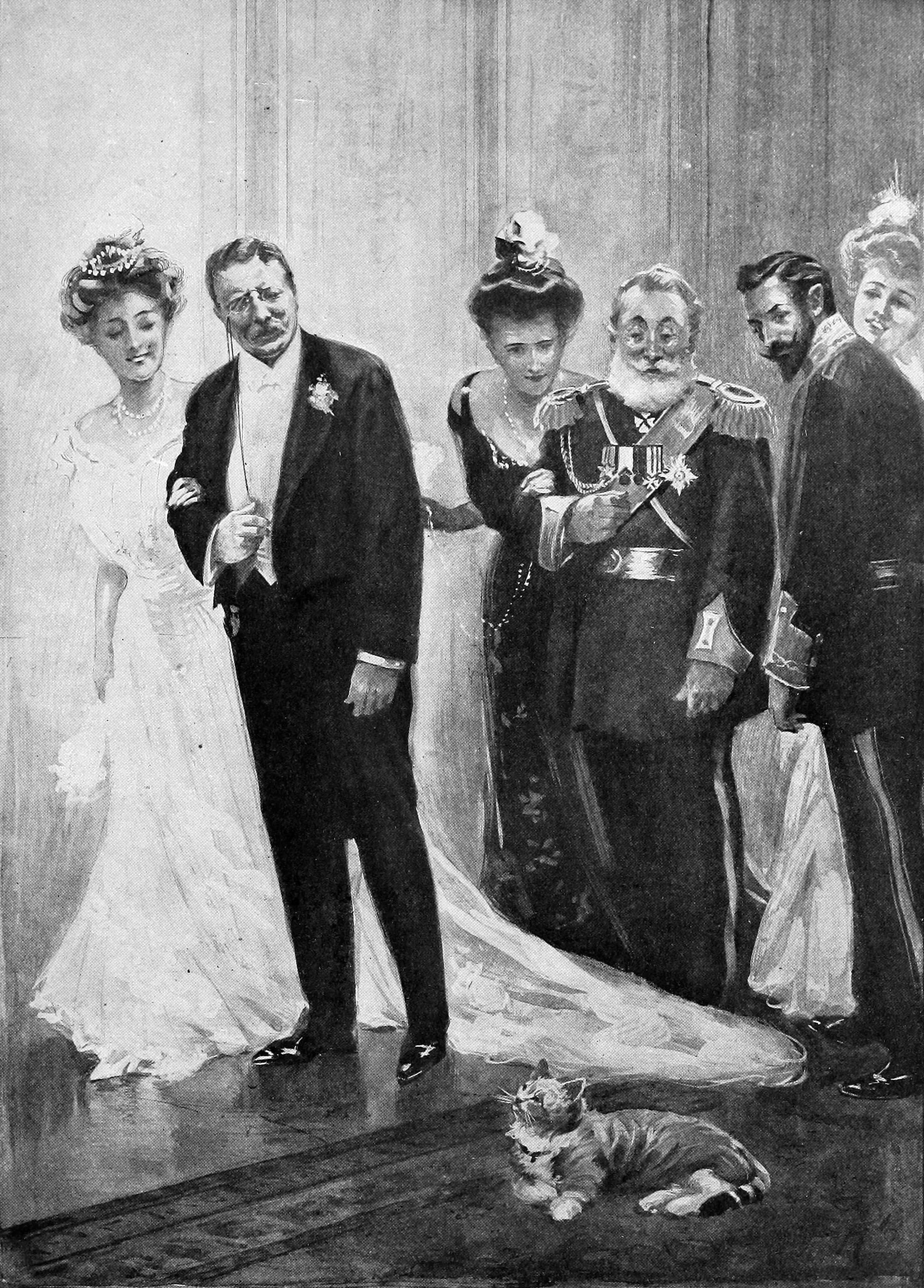
Theodore Roosevelt avec des ambassadeurs s'amusent du chat Slippers.
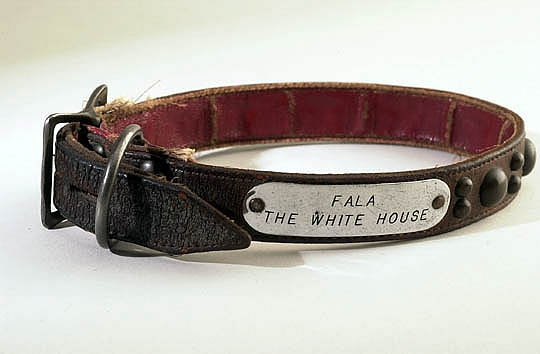
Le collier de Fala avec l'adresse White House.
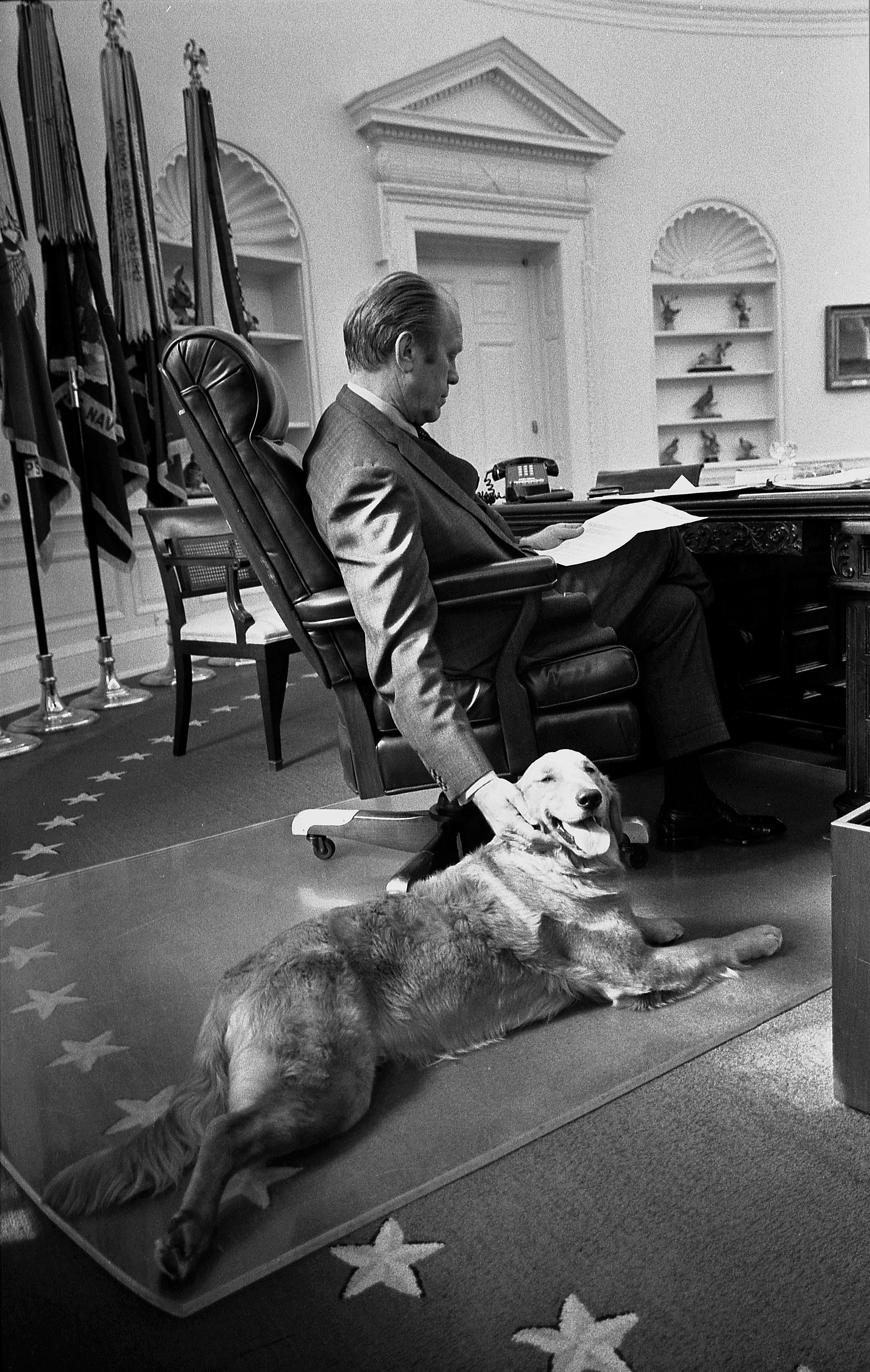
Gerald Ford dans le bureau ovale avec son retriever Liberty.
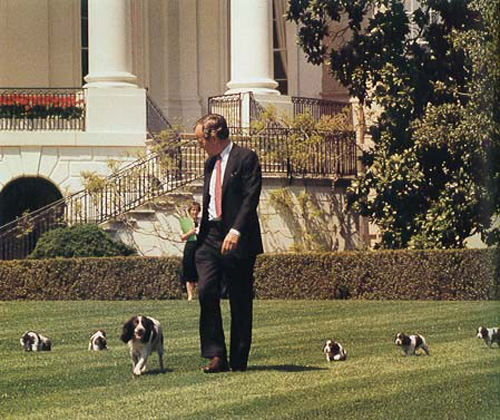
George H. W. Bush avec son springer anglais et ses cinq chiots. Parmi eux, le futur Spot.
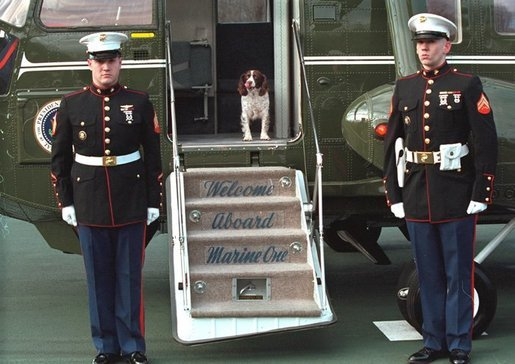
Spot, chien de George Bush fils dans Marine One.
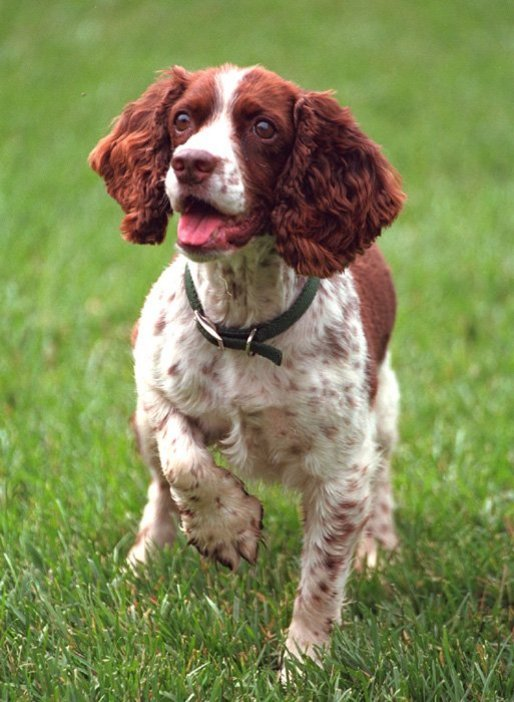
Spot Fetcher.
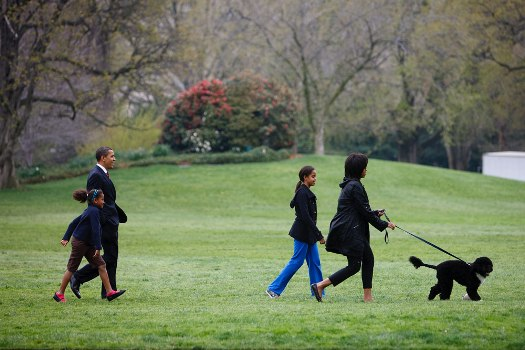
La famille Obama et Bo sur la pelouse Sud de la Maison-Blanche après la présentation officielle de Bo à la presse.
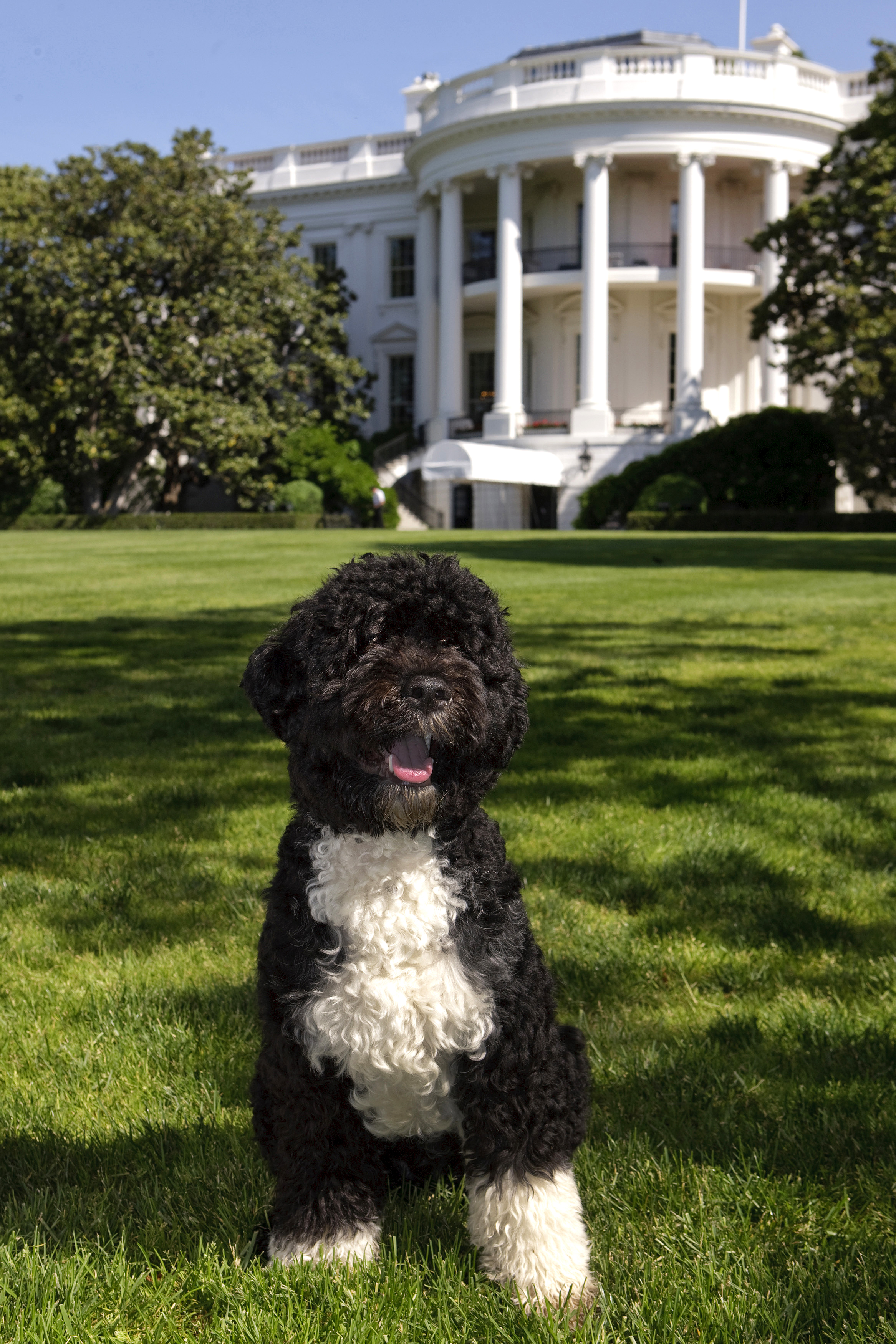
Bo dans le jardin de la résidence présidentielle.

## Liste des animaux domestiques des présidents des États-Unis
| Président              | Animaux |
| ---------------------- | --- |
| Joe Biden              | - Champ (berger allemand) (décédé en 2021) - Major (berger allemand) (parti, ne s'étant pas acclimaté à la Maison-Blanche), - Commander (berger allemand), - Willow (chat) |
| Donald Trump           | Aucun |
| Barack Obama           | - Bo (chien d'eau portugais) - Sunny (chien d'eau portugais) |
| George W. Bush         | - Spot Fetcher (chienne springer anglaise issue de Millie) - Millie (chienne springer anglaise) - Barney (scottish terrier mâle) - Miss Beazley (chienne scottish terrier) - India (chatte noire) - Ofelia (vache Texas Longhorn) |
| Bill Clinton           | - Socks (chat noir et blanc avec un patron tuxedo) - Buddy (labrador) |
| George H. W. Bush      | - Millie (chienne springer anglaise, donnée ensuite à son fils) - Ranger (chiot springer anglais de Millie) |
| Ronald Reagan          | - Lucky (chien bouvier des Flandres) - Rex (chien épagneul Cavalier King Charles) - Victory (chien golden retriever) - Peggy (chien setter irlandais) - Taca (chien husky de Sibérie) - Fuzzy (chien berger belge) - plusieurs chevaux et deux chats |
| Jimmy Carter           | - Grits (chien border collie) - Lewis Brown (chien lévrier afghan) - Misty Malarky Ying Yang (chat siamois) |
| Gerald Ford            | - Liberty (chien golden retriever) - Misty (chiot de Liberty) - Lucky (chien) - Shan (chat siamois) |
| Richard Nixon          | - Vicki (chien caniche) - Pasha (chien yorkshire) - King Timahoe (chien setter irlandais) - Checkers (chien cocker spaniel anglais) |
| Lyndon B. Johnson      | - Him and Her (chiens beagle) - Edgar (beagle) - Blanco (chien collie) - Freckles (beagle) - Yuki (chien bâtard) - hamsters et oiseaux inséparables |
| John F. Kennedy        | - Gaullie (chien caniche) - Charlie (chien terrier gallois) - Tom Kitten (chat) - Robin (canari) - Bluebell et Marybelle (perruches) - Macaroni (poney) - Tex (poney iakoute) - Leprechaun (poney du Connemara) - Debbie et Billie (hamsters) - Moe (chien dobermann) - Pushinka (chienne bâtarde blanche) - Shannon (chien cocker) - Wolf (chien) - Clipper (chien berger allemand) - Butterfly, White Tips, Blackie, et Streaker (chiots de Pushinka et Charlie) - Zsa Zsa (lapin) - Sardar (cheval pur-sang offert par le président du Pakistan) |
| Dwight D. Eisenhower   | - Gabby (perruche) - Heidi (chien braque de Weimar) |
| Harry S. Truman        | - Feller (chien cocker) - Mike (chien setter irlandais) |
| Franklin D. Roosevelt  | - Fala (chien terrier écossais) - Majora (chien berger allemand) - Meggie (chien terrier écossais) - Winks (chien setter anglais) - Tiny (chien bobtail) - President (chien Grand Danois) - Blaze (chien bullmastiff) |
| Herbert Hoover         | - King (chien cocker) - King Tut (chien malinois) - Pat (chien berger allemand) - Big Ben et Sonnie (chiens fox-terriers) - Glen (chien colley) - Yukonan (chien esquimau canadien) - Patrick (chien lévrier irlandais) - Eaglehurst Gillette (chien setter) - Weejie (chien d'élan norvégien gris) - Caruso (oiseau canari) - Billy Possum (opossum) |
| Calvin Coolidge        | - Rob Roy et Prudence Prim (chiens collies blancs) - Peter Pan (chien fox-terrier à poil dur) - Paul Pry (chien terrier airedale) - Calamity Jane (chien berger des Shetland) - Tiny Tim et Blackberry (chiens chow-chows) - Ruby Rouch (chien collie) - Boston Bean (chien terrier de Boston) - King Cole (chien de berger belge) - Palo Alto (chien setter anglais) - Bessie (chien collie) - Rebecca et Horace/Reuben (ratons laveurs) - Ebeneezer (âne) - Nip et Tuck (canaris) - Enoch (oie) - Smoky (lynx roux) - Blacky et Tiger (chats) - Tax Reduction et Budget Bureau (lionceaux) - Billy (hippopotame nain) - un wallaby, une antilope, un ours noir, 15 canardeaux de Pékin placés au zoo. |
| Warren G. Harding      | - Laddie Boy (chien terrier airedale) - Old Boy (chien bulldog) - Petey (canari) - Pete (écureuil) |
| Woodrow Wilson         | - Davie (chien terrier airedale) - Old Ike (bélier) - Puffins (chat) - Bruce (chien bull terrier) - oiseaux chanteurs et moutons |
| William Howard Taft    | - Caruso (chien) - Mooly Wooly et Pauline Wayne (vaches) |
| Theodore Roosevelt     | - Algonquin (poney shetland) - Baron Spreckle (coq) - Blackjack (chien manchester terrier) - Bill (hyène tachetée), cadeau de Menelik II - Bill the Lizard (lézard) - Eli Yale (ara hyacinthe) - Emily Spinach (serpent Thamnophis) - Fedelity (poney) - Gem et Susan (chiens) - Jack et Peter (chiens terriers) - Jonathan (rat bicolore) - Dr Johnson, Bishop Doane, Fighting Bob Evans et Father O'Grady (cochons d'Inde) - Josiah (blaireau) - Manchu (chien pékinois) - Maude (truie) - Pete (chien bull terrier) - Peter Rabbit (lapin) - Rollo (chien Saint-bernard) - Sailor Boy (chien retriever de la baie de Chesapeake) - Skip (chien bâtard) - Tom Quartz et Slippers (chats)              |
| William McKinley       | - Valeriano Weyler et Enrique DeLome, chatons angora - Washington Post (oiseau amazone à tête jaune) - plusieurs coqs |
| Benjamin Harrison      | - Old Whiskers (chèvre) - Dash (chien collie) - Mr. Reciprocity et Mr. Protection (opossums) - deux alligators |
| Grover Cleveland       | - Hector (chien caniche japonais) - trois teckels - plusieurs oiseaux moqueurs |
| Chester A. Arthur      | - un lapin - trois chevaux |
| James A. Garfield      | - Kit (cheval) - Veto (chien) |
| Rutherford B. Hayes    | - Dot (chien cocker) - Hector (chien terre-neuve) - Duke (chien mastiff) - Grim (chien lévrier anglais) - otis (chien schnauzer nain) - Juno et Shep (chiens de chasse) - Jet (chien) - Piccolomini (chat) - Miss Pussy et Siam (chats siamois) |
| Ulysses S. Grant       | - les chevaux : Butcher's Boy, Cincinnati, Egypt, Jeff Davis (monture de guerre), Jennie, Julia, Mary, et St. Louis - Billy Button et Reb (poneys) - Faithful (chien terre-neuve) - Rosie (chien) |
| Andrew Johnson         | - Fed (souris à pattes blanches) |
| Abraham Lincoln        | - Nanny et Nanko (chèvres) - Jack (dinde) - Fido (chien) - Jip (chien) - Tabby et Dixie (chats) - Horse (cheval) - Old Bob (cheval) - Rabbit (lapin) |
| James Buchanan         | - Lara (chien terre-neuve) - Punch (chien terrier miniature) - un aigle |
| Franklin Pierce        | - deux (chiens épagneuls japonais) - deux oiseaux du Japon |
| Millard Fillmore       | - Mason et Dixon (poneys) |
| Zachary Taylor         | - Old Whitey (cheval) - Apollo (poney) |
| James K. Polk          | (pas d'animaux) |
| John Tyler             | - Le Beau (chien petit lévrier italien) - Johnny Ty (canari) - The General (cheval) |
| William Henry Harrison | - Sukey (vache) - une chèvre |
| Martin Van Buren       | - deux jeunes tigres offerts par Saïd ben Sultan al-Busaïd, donnés à un zoo |
| Andrew Jackson         | - Pol (perroquet jaco) - Bolivia, Emily, Lady Nashville, Sam Patches et Truxton (chevaux) - coqs de combats |
| John Quincy Adams      | - bombyx du mûrier (vers à soie) - un alligator (allégué) |
| James Monroe           | - Spaniel (chien épagneul) - Sebastian (chien husky de Sibérie) |
| James Madison          | - Polly (perroquet) |
| Thomas Jefferson       | - Dick (oiseau moqueur) - Bergère et Grizzle (chiens briards) - deux oursons grizzlis offerts par Zebulon Pike - Caractacus (cheval) |
| John Adams             | - Juno, Mark et Satan (chiens) - Cleopatra et Caesar (chevaux) |
| George Washington      | - Drunkard, Taster, Tipler et Tipsy (chiens noir et feu pour la chasse au raton laveur) - Sweet Lips, Scentwell et Vulcan (chiens foxhounds américains) - Cornwallis (chien lévrier anglais) - Royal Gift (âne andalou) - Nelson et Blueskin (montures de guerre) - Samson, Steady, Leonidas, Traveller et Magnolia (chevaux) - Snipe (perroquet) |